# 半年礁
半年礁，為台灣澎湖縣白沙鄉的一個島嶼，面積約0.0006平方公里，為澎湖群島2005年列冊的90島嶼中面積第二小的一座（僅大於位於望安鄉的凹門礁），亦為澎湖北海中面積最小的一座列冊島嶼。島嶼位在白沙鄉姑婆嶼西側約300公尺處。該島為一沉水礁岩，僅略浮出海平面。